# Бланди (Есон)
Бланди (фр. Blandy) насеље је и општина у Француској у региону Париски регион, у департману Есон која припада префектури Етан.
По подацима из 2011. године у општини је живело 118 становника, а густина насељености је износила 14,92 становника/km². Општина се простире на површини од 7,91 km². Налази се на средњој надморској висини од 158 метара (максималној 147 m, а минималној 125 m).

## Демографија
| 1962. | 1968. | 1975. | 1982. | 1990. | 1999. | 2011. |
| ----- | ----- | ----- | ----- | ----- | ----- | ----- |
| 120   | 136   | 117   | 108   | 104   | 104   | 118   |

График промене броја становника у току последњих година